# ابدال‌آباد (تربت جام)
ابدال آباد، روستایی در دهستان بالاجام بخش نصرآباد شهرستان تربت جام در استان خراسان رضوی ایران است.

## جمعیت
بر پایه سرشماری عمومی نفوس و مسکن در سال ۱۳۹۵ جمعیت این روستا ۲٬۲۹۶ نفر  (در ۶۷۳ خانوار) بوده است.